# Costa de Fontanet

La Costa de Fontanet, respecte del terme d'Abella de la Conca

La Costa de Fontanet és una costa de muntanya del terme municipal d'Abella de la Conca, a la comarca del Pallars Jussà.
Forma part de les Llenes. Està situada a llevant de Mas Palou, a ponent de la Masia Gurdem i al nord-oest d'on hi havia hagut Casa Fontanet, a la dreta del riu d'Abella i del barranc del Canal del Gurdem. És també al nord dels Camps de Casa Fontanet i de l'Alzinera de Fontanet.

## Etimologia
Aquesta costa de muntanya pren el nom de la masia prop de la qual es trobava i a la qual pertanyia: Casa Fontanet. Es tracta, així doncs, d'un topònim romànic modern, de caràcter descriptiu.